# China Airlines-vlucht 006
China Airlines-vlucht 006 (callsign "Dynasty 006") werd uitgevoerd met een vliegtuig van het type Boeing 747SP-09, dat op 19 februari 1985 tijdens een routinevlucht van Taipei naar Los Angeles International Airport in de problemen kwam. Motor 4 viel uit en de bemanning reageerde niet op de juiste wijze. Derhalve kwam het vliegtuig in een scherpe daling terecht. De piloten konden het toestel echter weer onder controle krijgen en weken uit naar San Francisco International Airport.

## Het ongeluk
De bemanning bestond die dag uit piloot Min-Yuan Ho, co-piloot Ju Yu Chang en boordwerktuigkundige Kuo-Win Pei. Ook aan boord waren een tweede piloot genaamd Chien-Yuan Liao en tweede boordwerktuigkundige genaamd Shih Lung Su.

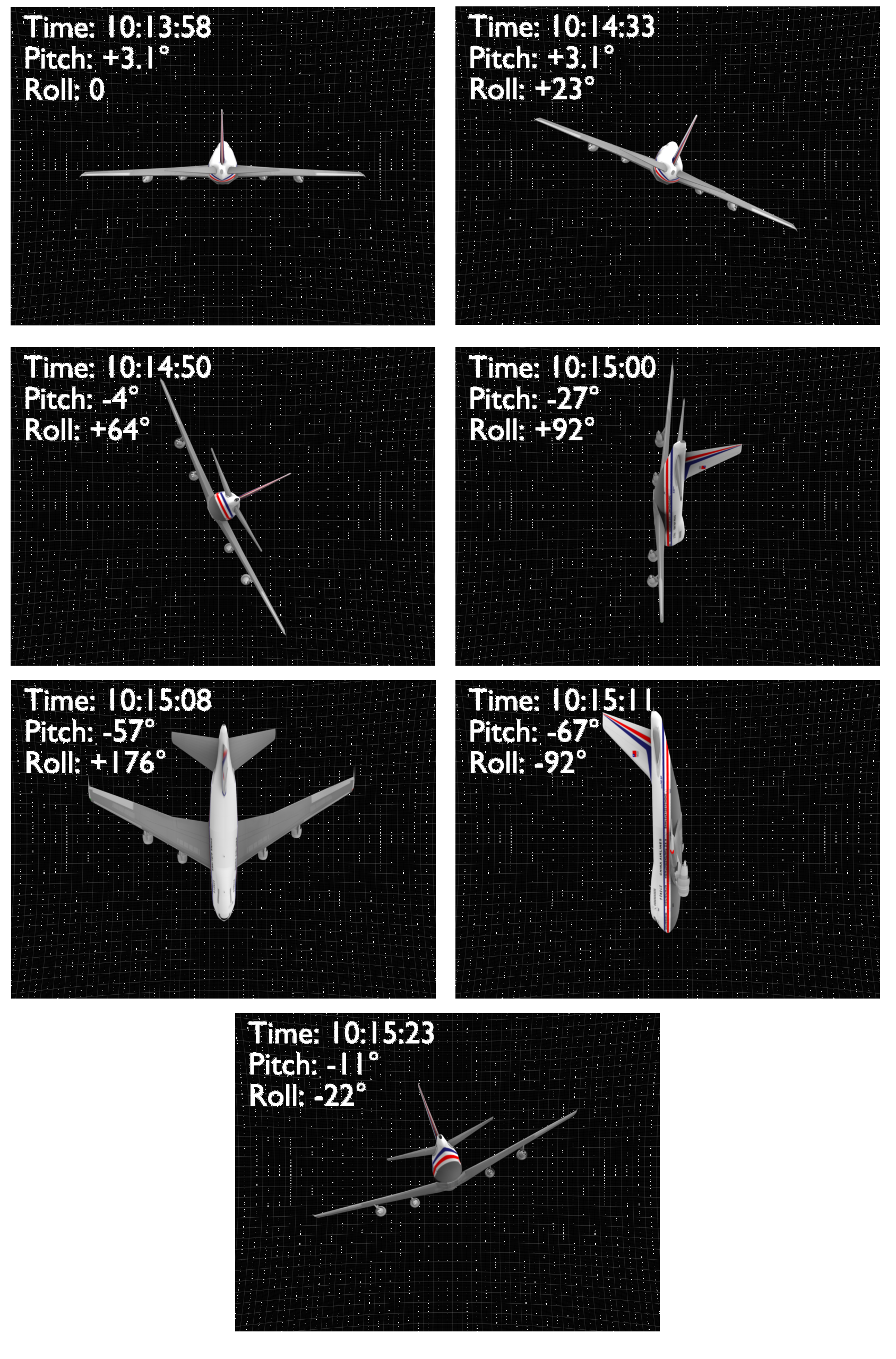
Diagram van de rol en daling van het vliegtuig, gebaseerd op het NTSB-rapport

Het ongeluk vond plaats toen het vliegtuig zich 550 kilometer ten noordwesten van San Francisco bevond op een hoogte van 12.500 meter (41.000 voet). Een van de vier motoren (motor nr. 4, de meest rechter motor van de Boeing 747) viel uit (het uitvallen van de motor had eerder plaatsgevonden op de voorlaatste vluchten voor de incidentvlucht). De piloot gaf de boordwerktuigkundige het bevel de uitgevallen motor opnieuw te starten. Volgens de richtlijnen van Boeing moet het herstarten van een uitgevallen motor plaatsvinden op een hoogte onder de 9100 meter. De piloot bleef echter op 12.500 meter vliegen, en de motor herstartte niet. 
Door het verlies van vermogen van motor 4 reageerde de automatische piloot, deze gaf volledige rolroeruitslag (23 graden) naar links in een poging het vliegtuig niet te laten rollen. Er werd geen voetenstuur-input gegeven door de bemanning om het gieren tegen te gaan. (N.B. de automatische piloot kan dit niet doen tijdens de kruisvlucht). 
Door de afnemende snelheid begon het toestel naar rechts te rollen. Op het moment dat de gezagvoerder uiteindelijk de automatische piloot uitschakelde en zelf de besturing overnam bevond het vliegtuig zich reeds in een stand van 60 graden helling naar rechts met een neuslage stand. Het vliegtuig begon nog verder naar stuurboord te rollen. De piloot was afgeleid door de kunstmatige horizon daar deze een verticale horizon toonde. Deze verticale horizon was ook te zien op de kunstmatige horizon van de co-piloot, wat erop duidde dat er geen kapot instrument in het spel was. Het vliegtuig bevond zich op dat moment in een wolk, dus had de crew geen zicht op de omgeving. Het vliegtuig kwam in een diepe daling terecht en daalde 3000 meter in 20 seconden. Tijdens de val nam de druk op de bemanning en passagiers toe tot 5G.
Pas nadat het vliegtuig door de wolken was gebroken op 3400 meter hoogte kon de piloot zich weer oriënteren, en het vliegtuig recht brengen. Op 2900 meter hoogte kwam het toestel uit de daling. In 2,5 minuten was het vliegtuig 9100 meter gedaald. De bemanning was van mening dat alle vier de motoren waren uitgevallen, maar volgens de National Transportation Safety Board was enkel motor 4 uitgevallen. Toen het vliegtuig was rechtgetrokken, bleven de drie goede motoren doorwerken en lukte het de piloten om motor 4 te herstarten.
Aanvankelijk wilde de crew doorvliegen naar Los Angeles, maar men ontdekte al snel dat door de enorme druk van de daling het landingsgestel was uitgeklapt en het hydraulische systeem om het weer in te trekken was beschadigd. Daar ze met de extra luchtweerstand veroorzaakt door het landingsgestel niet genoeg brandstof hadden om naar Los Angeles te vliegen, week de crew uit naar San Francisco. Een noodlanding werd ingezet toen er gewonden aan boord bleken te zijn. Het vliegtuig landde zonder verdere incidenten.

## Nasleep
Er waren twee gewonden aan boord. Een passagier had een botbreuk en een voetwond opgelopen, en een andere passagier een aandoening aan zijn rug waarvoor hij twee dagen in het ziekenhuis moest doorbrengen. Het vliegtuig zelf was beschadigd door de aerodynamische krachten. De vleugels waren een paar centimeter naar boven gebogen en het landingsgestel had schade opgelopen. De staart was het meest beschadigd. Een groot stuk van de stabilo was afgescheurd. Het gehele linker hoogteroer was afgebroken samen met de bijbehorende actuator.
Na het onderzoek werd geconcludeerd dat behalve het technische mankement met motor 4 ook fouten van de piloten bij hadden gedragen aan het ongeluk. De piloot zou erg ervaren zijn. Mogelijk hadden hij en de bemanning last van een jetlag. Zelf beweerde de piloot dat hij niet slaperig was tijdens de vlucht. Hij had volgens de NTSB echter niet geslapen tijdens zijn laatste rustperiode.